# Wyczyszczon
Wyczyszczon (743 m n.p.m.) lub Wytrzyszczon – szczyt Pasma Laskowskiego, które w regionalizacji fizycznogeograficznej Polski według Jerzego Kondrackiego zaliczane jest do Beskidu Makowskiego, w nowszej regionalizacji z 2018 roku do Beskidu Żywiecko-Orawskiego, a w najszerszym ujęciu do Beskidu Żywieckiego. Administracyjnie znajduje się w granicach wsi Pewel Wielka w województwie śląskim, w powiecie żywieckim, w gminie Jeleśnia.
Północno-zachodnie stoki Wyczyszczona opadają do doliny Pewlicy, południowo-wschodnie do doliny Koszarawy. Ze stoków wypływają Potok z Wyczyszczonu, dopływy Pewlicy i Lachówka. Wyczyszczon jest częściowo bezleśny, zajęty przez pola i zabudowania należącego do miejscowości Pewel Wielka osiedla Wytrzyszczon. Zachodnimi podnóżami biegnie linia kolejowa nr 97 z Suchej Beskidzkiej do Żywca.

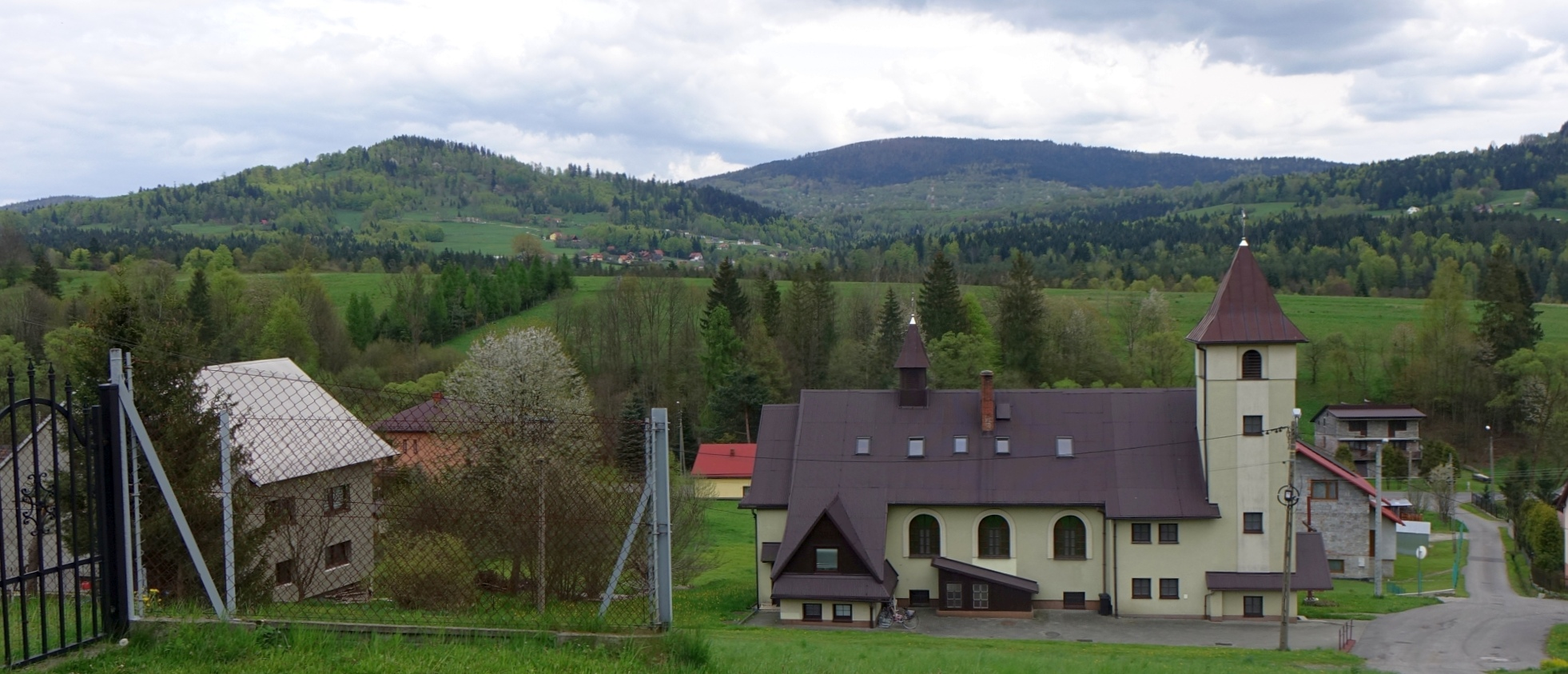
Widok na Wyczyszczon i Lachów Groń znad kaplicy w Adamkach w Pewli Wielkiej
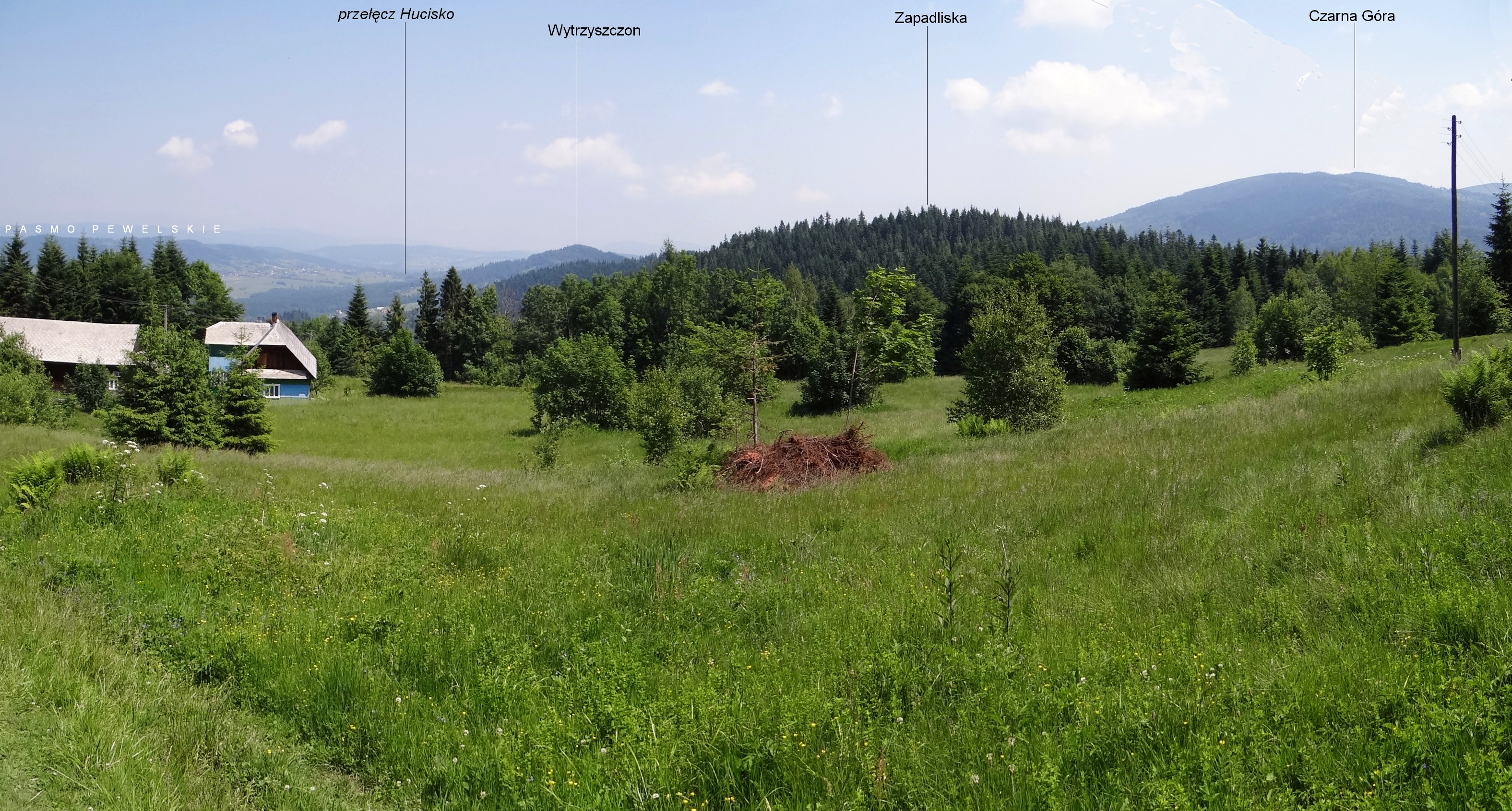
Widok z północnego stoku Łoska